# Phaleria
Phaleria — род жесткокрылых из семейства чернотелок.

## Описание
Передние голени постепенно расширяются к вершинам, на наружном крае без зубчиков. Верхняя часть тела голая.

## Систематика
В составе рода:
- Phaleria acuminata Küster, 1852
- Phaleria atlantica Fauvel, 1899
- Phaleria bimaculata (Linnaeus, 1767)
- Phaleria cadaverina (Fabricius, 1792)
- Phaleria ciliata Wollaston, 1854
- Phaleria insulana Rey, 1890
- Phaleria ornata Wollaston, 1864
- Phaleria picipesSay
- Phaleria provincialis Fauvel, 1901
- Phaleria reveillierei Mulsant & Rey, 1858
- Phaleria testacea Say